# Oktiabrski (Kamtxatka)
|  | Per a altres significats, vegeu «Oktiabrski». |

Oktiabrski (en rus: Октябрьский) és un poble (un possiólok) del krai de Kamtxatka, a Rússia, que el 2021 tenia 1.250 habitants. Pertany al districte d'Ust-Bolxeretsk.